# Atal I
El Atal I es una montaña del Himalaya de Garhwal en Uttarakhand, India. Anteriormente se conocía como P.6566. Se le cambió el nombre después de que un equipo del Instituto de Montañismo N.I.M. escalara cuatro picos sin nombre y lo bautizara en honor al ex primer ministro Atal Bihari Vajpayee, según el coronel Amit Bisht, director del N.I.M. El pico se encuentra sobre el glaciar Shyamvarn. La elevación de Atal I es de 6.566 metros. Es el 72.º pico más alto situado enteramente en el Uttrakhand. El Nanda Devi, es la montaña más alta de esta categoría. Se encuentra a 5,7 km al noreste del Sudarshan Parbat, de 6.507 metros. El Swetvarn, de 6.340 metros, se encuentra a 5 km al oeste y a 5,6 km al este del Chaturbhuj, de 6.654 metros. Se encuentra a 3,1 km al SE del Yogeshwar 6.678 metros.

## Historia de la escalada
El Atal I fue escalado por el Instituto Nehru de Montañismo dirigido por el Coronel Amit Bisht, director N.I.M. en octubre de 2018. La expedición fue abanderada desde Dehradun el 4 de octubre por el ministro jefe de Uttarakhand, Trivendra Singh Rawat. La expedición fue realizada conjuntamente por el N.I.M. y el departamento de turismo de Uttarakhand.

## Picos vecinos y subsidiarios
Picos vecinos o subsidiarios de Atal I:
- Sudarshan Parbat 6507 metros (21 348 pies)30°58′37″N 79°05′36″E / 30.97694, 79.09333
- Yogeshwar 6678 m (21 909 pies)30°59′56″N 79°07′03″E / 30.99889, 79.11750
- Chaturbhuj 6654 metros (21 831 pies)30°59′41″N 79°05′37″E / 30.99472, 79.09361
- Matri 6721 metros (22 051 pies)31°00′53″N 79°04′11″E / 31.01472, 79.06972
- Swetvarn 6340 metros (20 801 pies)30°59′12″N 79°05′54″E / 30.98667, 79.09833
- Kalidhang 6373 metros (20 909 pies)31°02′40″N 79°01′20″E / 31.04444, 79.02222
- Shyamvarn 6.135 6135 metros (20 128 pies)30°58′34″N 79°07′40″E / 30.97611, 79.12778

## Glaciares y ríos
El Shyamvarn bamak en el lado occidental. El glaciar Nilamber en el lado oriental, ambos glaciares son afluentes del Raktvarn Bamak que drena en el glaciar Gangotri. Del morro del glaciar Gangotri, llamado Gomukh, emerge el río Bhagirathi, uno de los principales afluentes del Ganges, que más tarde se une al río Alaknanda, el otro afluente principal del Ganges, en Devprayag, y se convierte en el Ganges.